# Далібор Велімірович
Далібор Велімірович (нім. Dalibor Velimirovic, нар. 13 лютого 2001, Відень) — австрійський футболіст, півзахисник клубу «Ферст» (Відень).

## Клубна кар'єра
Народився 13 лютого 2001 року в місті Відень. Вихованець юнацьких команд футбольних клубів «Колумбія Флорідсдорф», «Аустрія» (Відень) та «Рапід» (Відень). З 2018 року став виступати за резервну команду «Рапіда».
1 вересня 2019 року в матчі австрійської Бундесліги проти «Аустрії» (3:1) Велімірович дебютував за першу команду віденців. 18 жовтня 2019 року Далібор підписав свій перший професійний контракт з «Рапідом» до червня 2022 року.

## Виступи за збірну
З 2017 року Велімірович залучався до юнацьких збірних Австрії різних вікових категорій, провівши загалом 15 ігор.